# Graffignana
Graffignana é uma comuna italiana da região da Lombardia, província de Lodi, com cerca de 2.517 habitantes. Estende-se por uma área de 10 km², tendo uma densidade populacional de 252 hab/km².
Faz fronteira com Sant'Angelo Lodigiano, Villanova del Sillaro, Borghetto Lodigiano, San Colombano al Lambro (MI), Miradolo Terme (PV).

## Demografia
| Variação demográfica do município entre 1861 e 2011                               |
|                                                                                   |
| Fonte: Istituto Nazionale di Statistica (ISTAT) - Elaboração gráfica da Wikipedia |

## Pessoas notáveis
- Luis Carlos Borromeo † (bispo de Pesaro de 1952 até 1975)